# Kraks Blå Bog

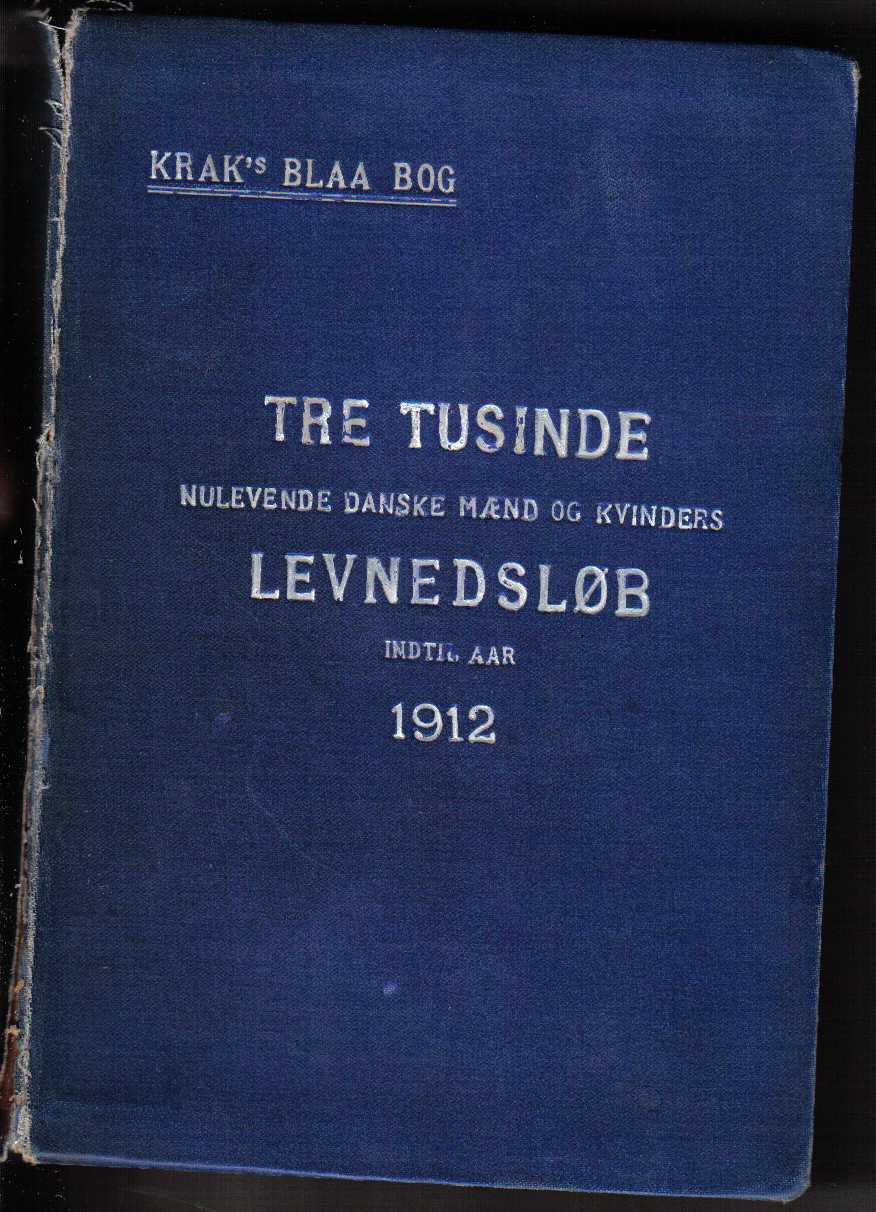
Kraks Blaa Bog 1912.

Kraks Blå Bog är en dansk handbok med biografier över nu levande personer.
Kraks Blå Bog utgavs av Kraks Forlag i Köpenhamn till 2007. Efter att detta sålts till Eniro blev denna förlagsdel såld vidare till Gads Forlag, som stod för jubileumsutgåvan 2009/10.
Boken utkom första gången på initiativ av Ove Krak 1910 med omkring 3 000 biografier, Ove Krak utgav även Kraks Vejsviser, en adresskalender grundad 1862 av hans far, stadskonduktör Thorvald Krak. En ny utgåva utkommer varje år (dock inte under Andra världskriget). År 2005 innehöll den knappt 8 000 biografier och 2009/10 hade antalet vuxit till 8 127.
I boken tas betydande personer inom dansk konst, näringsliv, administration med mera upp. Regeln var länge, att de upptagna förblev i Kraks Blå Bog resten av livet, med undantaget att de utgick efter en fällande dom. Detta förändrades 2009, så att en person kan utgå om hen inte längre anses intressant, och att den som blivit dömd kan stå kvar, om vederbörande alltjämt anses vara intressant. När en upptagen person dör tas biografin ur följande års utgåva, och dödsdatumet finns med i ett efterföljande register.
Inspirationen till den blå boken fick Krak från den engelska Who's Who, som 1849 började utkomma årligen, och den tyska Wer ist's? från 1905 (sedan 1951 heter den Wer ist wer?). I övriga Skandinavien kom utgivningen av Hvem er Hvem? (Norge) och Vem är det (Sverige) igång vid samma tid.